# Kano under sommer-OL 2016 – K1 200 m (damer)

Damernes K-1 200 meter under Sommer-OL 2016 fandt sted den 15. august - 16. august 2016 på Lagoa Rodrigo de Freitas ved Copacabana.

## Format
Konkurrencen blev indledt med fire indledende heats. De fire bedste fra hvert heat gik til semifinalerne, hvor de fire bedste gik til finalen mens de resterende fik mulighed for at konkurrere om placeringerne fra 9 - 16 i B finalen. Indledende heats og semifinalerne blev afviklet om formiddagen den 15. august mens de to finalerunder blev afviklet om formiddagen den 16. august.